# Fuchsfalke
Der Fuchsfalke (Falco alopex) ist ein räuberischer Vogel aus der Gattung der Falken innerhalb der Falkenartigen (Falconidae). Er kommt in trockenem, offenem Land im nördlichen Teil Subsahara-Afrikas vor.

## Merkmale
Der Fuchsfalke ist ein großer, schlanker Falke, dessen Flügel und Schwanz lang und schmal sind. Er ist 32 bis 38 cm lang, hat eine Flügelspannweite von 76 bis 88 cm und ein Gewicht von 250 bis 300 g. Weibchen sind etwa 3 % größer als Männchen. Das Gefieder ist oben und unten dunkel-rotbraun mit schwarzen Streifen. Der Schwanz ist schwarz gestreift, während die Handschwingen der Flügel dunkel und nicht mit Streifen versehen sind. Die Unterflügel sind blass und bilden so einen Kontrast zum restlichen Körper. Die Augen sind gelbbraun, was ihn vom ähnlichen Steppenfalken unterscheidet, der weißliche Augen sowie außerdem ein blasseres Gefieder, gestreifte Handschwingen und einen grauen Schwanz hat.
Jungvögel haben kräftigere Streifen und am Schwanz eine markantere Gitterstruktur als adulte Tiere.
Fuchsfalken haben einen hohen, kreischenden Ruf, den man außerhalb der Brutzeit nur selten zu hören bekommt.

## Verbreitung und Lebensraum
Er brütet in der Savannenregion südlich der Sahara von Mali bis nach Äthiopien und bis zum Nordwesten Kenias. Er wandert gelegentlich nach Westen nach Senegal, Gambia und Guinea und nach Süden in die Demokratische Republik Kongo. Die meisten Vögel sind sesshaft, aber während der Regenzeit gibt es eine gewisse Bewegung nach Norden und in der Trockenzeit nach Süden. Er wird oft bei Klippen und in felsigen Hügeln angetroffen. Er kommt vom Meeresspiegel bis in eine Höhe von 2200 m vor, hauptsächlich hält er sich aber unter einer Höhe von 1000 m auf. Er hat ein großes Verbreitungsgebiet von etwa vier Millionen Quadratkilometern, kommt dort aber nur recht weitmaschig vor. Die Gesamtpopulation beträgt wahrscheinlich weniger als 100.000 Paare.

## Lebensweise
Er jagt selten aus dem Schwebeflug heraus, stattdessen wird die Ansitzjagd von einem Baum oder einem Felsen bevorzugt. Er ernährt sich von Insekten, Eidechsen und kleinen Säugetieren. Diese erbeutet er in der Regel am Boden, er jagt aber auch nach fliegenden Insekten, die vor Grasbränden fliehen.
Über seine Brutgewohnheiten ist wenig bekannt. Der Nistplatz ist ein Loch oder ein Spalt in einer Klippe oder auf einem Felsvorsprung. Es wird kein Nestmaterial verwendet. Das Gelege besteht vermutlich aus zwei oder drei Eiern. Die Vögel brüten manchmal in losen Kolonien von bis zu 20 Paaren.

## Gefährdung
Der Fuchsfalke wird in der Roten Liste der IUCN als nicht gefährdet (Least Concern) eingestuft.